# Kungliga Konsthögskolan
Ne doit pas être confondu avec Académie royale suédoise des Beaux-Arts.
Kungliga Konsthögskolan est une école d'art située à Stockholm, à Skeppsholmen.
Fondée en 1735, l'École royale des beaux-arts de Stockholm fait partie intégrante de l'académie royale avant d'être mise directement sous la tutelle du ministère de l'Éducation pour devenir Académie royale suédoise des Beaux-Arts en 1978.